# Марта Тебрем
Марта Тебрем (англ. Martha Tabram; 10 травня 1849 — 7 серпня 1888) — лондонська повія; друга жертва вбивств у Вайтчепелі й одна з ймовірних жертв Джека-Різника.

## Біографія
Марта народилася у Саутуарку, в однойменному Лондонському боро, 10 травня 1849 року та була молодшою з п'ятьох дітей у сім'ї власника складу Чарльза Семюеля Вайта й Елізабет Доусетт; крім самої Марти у сім'ї було двоє синів, Генрі та Стівен, і двоє дочок, Естер і Мері Енн. У травні 1865 року батьки розлучилися, а ще через пів року батько Марти раптово помер.
Марта зійшлася з бригадиром пакувальників на меблевому складі Генрі Семюелем Тебремом й одружилася з ним 25 грудня 1869 року. У 1871 році подружжя переїхало до будинку, розташованого поряд з будинком, де пройшло дитинство Марти. У пари народилося двоє синів: Фредерік Джон у лютому 1871 року та Чарльз Генрі у грудні 1872 року. Шлюб не був щасливим через пристрасть Марти до алкоголю, який викликав важкі напади; у 1875 році Генрі Семюель покинув дружину. Протягом приблизно трьох років він платив Марті допомогу у 12 шилінгів на тиждень, потім скоротив її до двох шилінгів і шести пенсів, коли дізнався, що вона живе з іншим чоловіком.
Після розлучення з чоловіком у Марти з'явився співмешканець, тесляр Генрі Тернер, з яким вона то сходилася, то розходилася починаючи з 1876 року. Ці відносини також ускладнювалися алкоголізмом Марти, через що час від часу вона опинялася на вулиці. Разом із синами вона опинилася у списках дисциплінарного будинку Вайтчепельського союзу на Томас-стріт за 1881 рік. До 1888 року Тернер не мав регулярної роботи, і Марті разом з ним довелося продавати всякі дрібнички на вулицях, а також займатися проституцією; у цей час близько чотирьох місяців вони проживали поблизу Коммершиал-роуд у Вайтчепелі. Приблизно на початку липня вони з'їхали з цього житла через високу орендну плату й остаточно розійшлися. Марта переїхала у нічліжку на Джордж-стріт, 19 — у саме серце нетрів Спітлфілдза.

## Вбивство
Ніч перед вбивством проти 7 серпня Марта Тебрем провела у пабі «Ангел і корона» з іншою повією Мері Енн Коннеллі та двома солдатами. У районі 23:45 Марта залишила подругу і разом з клієнтом попрямувала у Джордж Ярд Білдінгз, 37 — будівля колишньої ткацької фабрики, перероблена у житло для оренди. Серед ночі квартирантка будівлі місис Г'юїтт прокинулась від крику «Вбивство!», проте насильство та подібні крики тут були звичайною справою, і жінка не звернула уваги. О другій годині ночі двоє інших постояльців, подружжя Магоуні, поверталося додому, проте нічого підозрілого не виявили. Водночас констебль Томас Баретт, який патрулював околиці, опитував гренадера, який маячив неподалік, який відповів, що чекає на друга, який «пішов з дівчинкою». О пів на четверту ранку постоялець Альберт Джордж Кроу повертався додому після нічної роботи кебменом і помітив Марту Тебрем, яка лежала на другому сходовому прогоні. Майданчик був тьмяно освітлений, і Кроу прийняв Тебрем за сплячого волоцюгу.
О 4:45 ранку інший постоялець, працівник доків Джон Саундерс Рівз, спускаючись сходами доргою на роботу, виявив тіло Тебрем; на той час уже було досить ясно, і Рівз побачив, що жінка лежить на спині у калюжі крові. Одяг жертви був розірваний, а ноги розсунуті, що навело Рівза на думку, що жінка зазнала насильства. Рівз вибіг надвір, знайшов констебля Баррета та розповів про жахливу знахідку. Рівз і Баретт повернулися у Джордж Ярд Білдінгз. Баретт відправив за лікарем Тімоті Робертом Кілліном, щоб той оглянув тіло. Кіллін прибув о пів на шосту ранку та з'ясував, що на той момент Марта Тебрем була вже мертва близько трьох годин — отже, вбивство сталося між другою годиною ночі та половиною четвертої ранку; у цей період постояльці нічого не чули. Кіллін з'ясував, що вбивця завдав Тебрем 39 колотих ран, зокрема дев'ять ударів у горло, п'ять в область лівої легені, два в область правої легені, один в область серця, п'ять в область печінки, два в область селезінки та шість в область шлунка; також були травми нижньої частини живота та статевих органів. Тіло лежало на спині, а одяг був задертий до середини, оголюючи нижню половину тулуба, що вказувало на сексуальний підтекст злочину. Кіллін розпорядився відправити тіло у морг на Олд-Монтегю-стріт для розтину. Проте лікар не зміг знайти жодних ознак статевого акту.

## Розслідування
Розслідування розпочали 7 серпня та доручили інспектору Міської поліції Едмунду Ріду, який служив у відділі H Вайтчепела та розслідував раніше справу першої жертви Вайтчепельських вбивств Емми Елізабет Сміт. Констебль Баретт, який відіграв у розслідуванні значну роль, ніж зазвичай належала офіцеру, який з'явився першим на місці злочину, повідомив Ріду про того гренадера, якого опитував близько другої години ночі. За приблизним описом Баретта, гренадеру було близько 22 — 26 років, зростом 5 футів і 9 або 10 дюймів, світлошкірий, темноволосий з темно-коричневими вусами, кінці яких були закручені догори.
7 серпня констебль Баретт за дорученням Ріда вирушив до Тауера, щоб спробувати розшукати того гренадера. Баретт, який погано запам'ятав чоловіка, спочатку не впізнав нікого з показаних йому солдатів, потім впізнав одного чоловіка, але потім передумав. Відмова від початкового вибору, за словами Баррета, була обумовлена тим, що чоловік носив медалі, тоді як у гренадера, зупиненого констеблем біля місця вбивства, їх не було. Другий підозрюваний, Джон Лірі, заявив, що вночі він з приятелем Прайветом Лоу випивав у Брікстоні та Біллінгсгейті; Лоу підтвердив слова Лірі, й обох виключили зі списку підозрюваних. Ще один солдат, капрал Бенджамін, залишив казарми у ніч вбивства без дозволу, проте пізніше з'ясувалося, що він відвідував батька у Кінгстон-апон-Темз.
Повія Мері Енн Коннеллі спочатку не хотіла співпрацювати з владою та сховалася у будинку кузена поблизу Друрі-Лейн, поки туди не навідалась поліція 9 серпня. 13 серпня Конеллі була доставлена у Тауер, де не змогла впізнати серед гренадерів клієнтів, яких вона та Тебрем обслуговували тієї ночі. Вона стверджувала, що на тих солдатах були білі околиші, які носили гвардійці Колдстріма, а не гренадери. 15 серпня Коннеллі відвезли у Веллінгтонські казарми, де вона вказала на двох солдатів, проте в обох було тверде алібі: перший знаходився вдома з дружиною, а другий не залишав казарми у ніч вбивства.
Формально тіло Марти Тебрем було упізнано 14 серпня 1888 року її чоловіком. На момент смерті на ній був чорний капот, довга чорна куртка, темно-зелена спідниця, коричнева спідниця нижня та панчохи, а також зношені весняні чоботи. Вона була брюнеткою, зростом 5 футів 3 дюйми (прибл. 160 см). Як і зі справою Емми Елізабет Сміт, слідство зайшло у глухий кут. 23 серпня заступник коронера південно-східного Міддлсекса Джордж Кольєр закрив справу, оголосивши, що Марта Тебрем була вбита невідомою особою чи групою осіб. Жоден підозрюваний у справі Тебрем так і не був заарештований.

### Зв'язок із вбивствами Джека-Різника
Газетні статті, випущені на початку вересня 1888 року, пов'язували вбивство Тебрем з більш раннім вбивством Сміт (4 квітня) і пізнішим вбивством Ніколз (31 серпня), хоча перед смертю Сміт встигла розповісти, що на неї напали кілька людей (двоє чи троє). Наступні вбивства Енні Чепмен (8 вересня), «Подвійна подія» (вбивства Елізабет Страйд і Кетрін Еддоуз 30 вересня) та Мері Джейн Келлі (9 листопада) преса також пов'язувала із вбивством Тебрем. Всі ці п'ять жертв вважаються канонічними жертвами Джека-Різника. Всі жінки були заколоті, як жертви злочинець(і) вибирав(и) зубожілих повій з Вайтчепела; злочини здійснювали, як правило, у темний час доби рано-вранці у загальнодоступних місцях у вихідні або святкові дні або безпосередньо до і після них. Вбивство Тебрем, як і вбивство Сміт, сталося наступного дня після закінчення банківських канікул.
Поліція не змогла пов'язати вбивство Тебрем із вбивством Сміт, проте, пов'язала з наступними п'ятьма канонічними вбивствами Джека-Різника. Пізніші дослідження канонічних вбивств виключили Тебрем із жертв Різника, оскільки у неї не було перерізане горло, що було своєрідною візитною карткою вайтчепелського маніяка. Ця думка була висунута сером Мелвіллом Макнотеном, помічником головного констебля карного розшуку Міської поліції, який припустив у меморандумі про вбивства у 1894 році, що Тебрем була вбита невідомим солдатом або солдатами. Лікар Кіллін, який проводив посмертний огляд Марти Тебрем, був переконаний, що використовувалися два види зброї: один з них, ймовірно довший і міцніший, завдав досить глибоку рану у ділянку грудної клітки, яка пошкодила навіть кістку, тоді як інші рани були нанесені швидше за все тонким ножем.
Інші дослідники вважали, що Марта Тебрем стала жертвою Джека-Різника. Версія ця спростовує версію Макнотена на тій підставі, що він почав збирати матеріали у цій справі лише через рік, тому в його записах відображено тільки думку деяких співробітників поліції того часу, а у поданій інформації про можливих підозрюваних міститься кілька фактичних помилок. Після солдата, з яким Тебрем прийшла з паба, у неї залишалося близько двох годин на пошук нового клієнта. Цілком можливо, що вона зіткнулася з Джеком-Різником; той факт, що це вбивство не зовсім відповідало почерку Різника, могло говорити про те, що згодом він змінив modus operandi, як робив це пізніше, завдаючи все більше каліцтв жертвам. У той час як п'ять канонічних вбивств Різника відбулися приблизно на північ, південь, схід і захід від Вайтчепела, вбивство Тебрем сталося поблизу географічного центру цього району. Цілком можливо, що її вбивство було одним із перших скоєних Різника, перш ніж він обрав свою пізнішу лінію поведінки.

## У культурі
Марта Тебрем з'являється у двосерійному документальному проєкті 2011 року «Джек-Різник: Завершена історія»; роль виконала Кетрін Лоурі. Вона також є одним із персонажів американського художнього фільму 2001 року за мотивами однойменного графічного роману Алана Мура та Едді Кемпбелла «З пекла»; роль виконала Саманта Спіро.